# Écosse aux Jeux du Commonwealth
L’Écosse a participé à toutes les éditions des Jeux du Commonwealth depuis les premiers Jeux en 1930 au Canada. Le pays a accueilli les Jeux à trois reprises : en 1970 à Édimbourg, en 1986 à Édimbourg à nouveau, et en 2014 à Glasgow.
Les Écossais ont connu des succès importants en boxe, en boulingrin et, dans une moindre mesure, en judo. Plusieurs médaillés olympiques britanniques ont été champions aux Jeux du Commonwealth pour l'Écosse - dont Dick McTaggart (boxe), Allan Wells (sprint), Liz McColgan (course de fond), Chris Hoy (cyclisme) et David Wilkie (natation). 
L'Écosse n'est pas un État souverain, mais une nation constitutive du Royaume-Uni. Néanmoins, chacune des quatre nations constitutives (Angleterre, Écosse, pays de Galles et Irlande du Nord) envoie sa propre délégation d'athlètes aux Jeux du Commonwealth. À l'inverse des Jeux olympiques, il n'y a donc pas de délégation britannique unifiée à ces Jeux. Les athlètes écossais concourent sous le drapeau écossais, et non pas sous le drapeau britannique. Depuis les Jeux de 2010, les médailles d'or obtenues par les athlètes écossais sont décernées au son de l'hymne national écossais, Flower of Scotland. Auparavant, les athlètes écossais avaient pour hymne Scotland the Brave,. 

## Médailles
Résultats par Jeux :
| Année | Médaille d'or | Médaille d'argent | Médaille de bronze | Total | Rang |
| ----- | ------------- | ----------------- | ------------------ | ----- | ---- |
| 1930  | 2             | 3                 | 5                  | 10    | 6e   |
| 1934  | 5             | 4                 | 16                 | 25    | 5e   |
| 1938  | 0             | 2                 | 4                  | 6     | 8e   |
| 1950  | 5             | 3                 | 2                  | 10    | 6e   |
| 1954  | 6             | 2                 | 5                  | 13    | 6e   |
| 1958  | 5             | 5                 | 3                  | 13    | 4e   |
| 1962  | 4             | 7                 | 3                  | 14    | 6e   |
| 1966  | 1             | 4                 | 4                  | 9     | 13e  |
| 1970  | 6             | 8                 | 11                 | 25    | 4e   |
| 1974  | 3             | 5                 | 11                 | 19    | 7e   |
| 1978  | 3             | 6                 | 5                  | 14    | 7e   |
| 1982  | 8             | 6                 | 12                 | 26    | 4e   |
| 1986  | 3             | 12                | 18                 | 33    | 6e   |
| 1990  | 5             | 7                 | 10                 | 22    | 9e   |
| 1994  | 6             | 3                 | 11                 | 20    | 7e   |
| 1998  | 3             | 2                 | 7                  | 12    | 11e  |
| 2002  | 6             | 8                 | 15                 | 29    | 10e  |
| 2006  | 11            | 7                 | 11                 | 29    | 6e   |
| 2010  | 9             | 10                | 7                  | 26    | 10e  |
| 2014  | 19            | 15                | 19                 | 53    | 4e   |
| Total | 110           | 119               | 179                | 408   | 7e   |

Athlètes ayant remporté au moins trois médailles d'or aux Jeux :
| Nom           | Médailles d'or | Jeux             | Discipline           | Épreuves                                                                        |
| ------------- | -------------- | ---------------- | -------------------- | ------------------------------------------------------------------------------- |
| Alex Marshall | quatre         | 2002, 2006, 2014 | Boulingrin           | Paires hommes, équipe de quatre hommes                                          |
| Allan Wells   | quatre         | 1978, 1982       | Athlétisme           | 100 m, 200 m, relai 4x100 m                                                     |
| Alister Allan | trois          | 1978, 1982       | Tir                  | Carabine                                                                        |
| Paul Foster   | trois          | 2006, 2014       | Boulingrin           | Paires hommes, équipe de quatre hommes                                          |
| Helen Gordon  | trois          | 1950, 1954       | Natation             | Brasse, relai medley                                                            |
| Peter Heatly  | trois          | 1950, 1954, 1958 | Plongeon             | 3 mètres, 10 mètres                                                             |
| Craig MacLean | trois          | 2006, 2014       | Cyclisme (sur piste) | sprint par équipe hommes ; sprint et contre la montre tandem handisport (guide) |